# Мацейовиці (Седлецький повіт)
Мацейовіце (пол. Maciejowice) — село в Польщі, у гміні Збучин Седлецького повіту Мазовецького воєводства.
Населення — 132 особи (2011).
У 1975-1998 роках село належало до Седлецького воєводства.

## Демографія
Демографічна структура станом на 31 березня 2011 року:
|          | Загалом | Допрацездатний вік | Працездатний вік | Постпрацездатний вік |
| -------- | ------- | ------------------ | ---------------- | -------------------- |
| Чоловіки | 68      | 21                 | 36               | 11                   |
| Жінки    | 64      | 15                 | 27               | 22                   |
| Разом    | 132     | 36                 | 63               | 33                   |